# Hectopsylla gracilis
Hectopsylla gracilis är en loppart som beskrevs av Volker Mahnert 1982. Hectopsylla gracilis ingår i släktet Hectopsylla och familjen Tungidae. Inga underarter finns listade i Catalogue of Life.